# Вишня войлочная
Ви́шня во́йлочная (лат. Prunus tomentosa, syn. Cerasus tomentosa) — древесное растение, вид рода Слива (Prunus) семейства Розовые (Rosaceae).

## Ботаническое описание
Вишня войлочная — кустарник или небольшое дерево, обычно с несколькими стволами высотой 1,5—2,5 м, редко до 3 м и выше.
Листья тёмно-зелёные, овальные, снизу опушённые, сильно гофрированные, с заострённым концом.
Цветки белые, белые с розовым (реже розовые), до 2,5 см в диаметре.
Плоды — овальные костянки, красные при созревании, сладкие (иногда с кислинкой) на вкус, мельче чем у вишни обыкновенной (0,8—1,5 см в диаметре). В зависимости от региона, созревают с начала июня до конца июля; плодоносит обильно, обычно на третий год и до 15—20 лет ежегодно.
Особенность вишни войлочной — это похожее на войлок опушение однолетних побегов, листьев, цветоножек, плодов. Генетически сильно отличается от вишни обыкновенной и не скрещивается с ней, но при этом скрещивается со сливой, персиком, алычей и абрикосом.

## Распространение и экология
Родиной вишни войлочной является Китай, Корея и Монголия, где она произрастает в диком виде. Однако как культура она получила широкое распространение с середины XX века в садах умеренного пояса Европы и Северной Америки.
Встречается на окраинах Лёссового плато в лесах, образованных сосной масличной при участии дуба монгольского (курчавенького), берёзы повислой (плосколистной), осины и других деревьев. Леса примечательны обитающими в них ксантоцерасом рябинолистным, сиренью широколистной и прочими декоративными видами растений.
Является редким видом долинных лесов хребта Циньлин. Обнаружена на тех участках долин горных рек, где происходит сукцессия от лесов, в которых господствует дуб чуждый, к широколиственным лесам, отличающимся преобладанием в них ореха маньчжурского, кизила спорного и лещины китайской. Что здесь, что в описанных выше сосновых лесах вишня войлочная принимает форму дерева, достигая верхнего подъяруса древостоя. Она не упоминается для подлеска и травяного яруса.

## Культивирование
В садах вишня войлочная часто выращивается как декоративная культура, хотя плоды её съедобны и по вкусовым качествам не уступают другим вишням, а с одного куста собирают до 12 кг ягод (редко — до 15 кг).
Вишня войлочная неприхотлива к почвам, но предпочитает солнечные места. В тени и при дождливой погоде в период созревания ягоды подгнивают на ветке. Зрелые ягоды практически не осыпаются, а высушенные иногда находятся на ветвях до весны. Намного морозоустойчивее других видов вишен, но во время цветения также плохо переносит похолодание. В отличие от остальных видов вишен, весьма устойчива к коккомикозу.
Вишня войлочная самобесплодна, хотя цветки обоеполые. По этой причине садоводы выращивают рядом 3—5 кустарников. Даёт также множество поросли («волчков»), которую удобно рассаживать, но требуется следить, чтобы она не портила внешний вид сада.

## Значение и применение
Плоды содержат большое количество сахаров (8—10 %), в основном глюкозы и фруктозы, а также яблочной и лимонной кислот (0,8—1,2 %), витамина С (16—32 мг%), пектинов и дубильных веществ.
Хороший весенний медонос и пыльценос. Продуктивность нектара 100 цветками — 87,6—112,0 мг. Продуктивность мёда условно чистыми насаждениями — 120—170 кг/га.

## Галерея
| Цветущий куст | Листья | Цветок | Куст со зрелыми плодами | Плоды |